# Jason Dolley

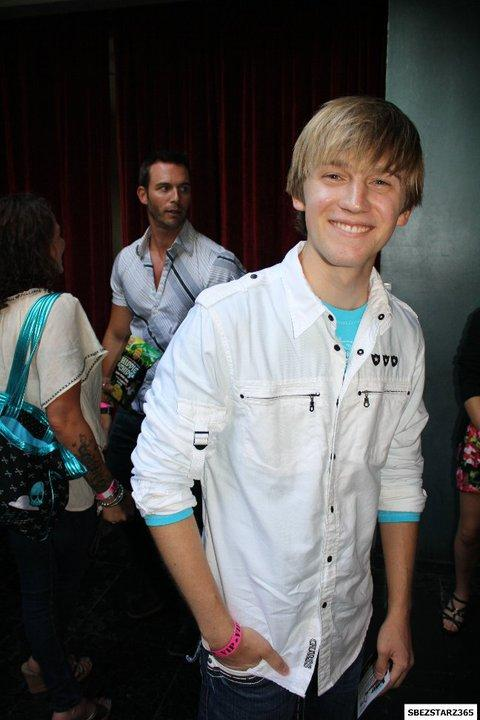
Jason Dolley während einer Premiere im Juni 2010

Jason Scott Dolley (* 5. Juli 1991 in Simi Valley, Kalifornien) ist ein US-amerikanischer Schauspieler. Dolley ist vor allem bekannt für seine Rolle des Newt Livingston in Einfach Cory, einem Spin-off der Disney-Channel-Serie Raven blickt durch. 2009 spielt er auch im Film KikeriPete neben Hannah-Montana-Star Mitchel Musso mit. 2007 nahm er bei den Disney Channel Games im gelben, und 2008 im grünen Team teil.
Seine deutsche Stimme leiht ihm Hannes Maurer.

## Karriere
Dolley wollte schon immer Schauspieler werden. Das erste Mal stand er mit seinem Bruder auf der Bühne. Mit elf Jahren gewann er eine Schauspielrolle bei Chasing Daylight. Später arbeitete Jason mit Mel Gibson zusammen bei der ABC-Serie Complete Savages, bei der er einen 13-jährigen Jungen namens T.J. Savage spielt. Danach bekam er eine Rolle in Saving Shiloh. Das Jahr 2005 beendete er mit dem Film Hilfe, mein Tagebuch ist ein Bestseller. Anschließend bekam er eine Rolle bei The Air I Breathe und später bei der Comedyserie Einfach Cory. Zur gleichen Zeit spielte er auch Virgil Fox in Minutemen – Schüler auf Zeitreise, der auf derselben High School wie Hilfe, mein Tagebuch ist ein Bestseller gedreht wurde. Nachdem Einfach Cory 2008 beendet wurde, übernahm er im folgenden Jahr eine Hauptrolle im Fernsehfilm KikeriPete. Nach KikeriPete bekam er die Hauptrolle des PJ Duncan bei Meine Schwester Charlie. 2012 war er im Musikvideo zum Lied "Rocketship" von Shane Harper zu sehen.

## Privat
Als Dolley noch zur High School ging, hatte er im Durchschnitt eine 4, seine Lieblingsfächer waren Spanisch und Wissenschaft/Informatik. Jason macht aktiv bei der Kirchjugend mit und unternimmt gerne etwas mit seinen Eltern und seinem Bruder. Außerdem spielt er gerne mit seinen Freunden Poker, macht Jojo-Tricks, spielt gerne Videospiele und Paintball und spielt auch auf dem Keyboard und mit der Gitarre.

## Filmografie (Auswahl)
- 2004: Chasing Daylight
- 2004–2005: Complete Savages (Fernsehserie)
- 2006: Saving Shiloh
- 2006: Hilfe, mein Tagebuch ist ein Bestseller (Read It and Weep, Fernsehfilm)
- 2007: The Air I Breathe – Die Macht des Schicksals (The Air I Breathe)
- 2007–2008: Einfach Cory! (Cory in the House, Fernsehserie)
- 2007–2008: Disney Channel Games
- 2008: Minutemen – Schüler auf Zeitreise (Minutemen, Fernsehfilm)
- 2008: Tauschrausch (The Replacements, Fernsehserie, Stimme)
- 2009: KikeriPete (Hatching Pete, Fernsehfilm)
- 2010–2014: Meine Schwester Charlie (Good Luck Charlie, Fernsehserie, 100 Episoden)
- 2011: Meine Schwester Charlie unterwegs – Der Film (Good Luck Charlie, It’s Christmas!, Fernsehfilm)
- 2014: Major Crimes (Fernsehserie, Episode 3x13)
- 2014: Helicopter Mom
- 2018: The Ranch (Fernsehserie, Episode 3x15)
- 2018–2019: American Housewife (Fernsehserie, 3 Episoden)